# Sima del Polo
La sima del Polo es una cueva catalogada como zona especial de conservación en Ejulve (provincia de Teruel, Aragón, España).
Geológicamente se trata de una cueva endokárstica singular parte de la sierra de Majalinos, estribación local del sistema ibérico, generada por el efecto del agua en las rocas calizas de la zona. La formación tiene una entrada en la loma del Polo, lo que da nombre a la sima, y alcanza los 48 metros de desarrollo. La cueva no se encuentra abierta al público.
Su relevancia ambiental se debe a su valor para la preservación de las especies locales de murciélagos. Aunque la declaración como espacio protegido no menciona especies protegidas concretas, en la zona se puede encontrar el murciélago mediterráneo de herradura (Rhinolophus euryale), el murciélago grande de herradura (Rhinolophus ferrumequinum) y el murciélago pequeño de herradura (Rhinolophus hipposideros). Las variedades de quirópteros cavernícolas como estos en Aragón forman comunidades dispersas y vulnerables ante la antropización del territorio circundante. La cueva no solo es un refugio para las colonias, sino que tiene un ecosistema de invertebrados de los que estos se alimentan como es el caso del Pristonychus terricola, arácnidos del género Meta o especies de dípteros.